# Gmina Kazimierz Dolny
Die Gmina Kazimierz Dolny ist eine Stadt-und-Landgemeinde im Powiat Puławski der Woiwodschaft Lublin in Polen. Die namensgebende Stadt Kazimierz Dolny zählt etwa 2600 Einwohner und liegt am östlichen Weichselufer, etwa 40 km westlich von Lublin.

## Gliederung
Zur Stadt-und-Landgemeinde (gmina miejsko-wiejska) gehören in Kazimierz Dolny sechs städtische Schulzenämter und acht Dörfer mit je einem Schulzenamt:
Kazimierz Dolny:
Cholewianka
Doły-Wylągi
Dąbrówka
Góry
Jeziorszczyzna
Mięćmierz-Okale.
Ortschaften:
Bochotnica
Parchatka
Rzeczyca
Rzeczyca-Kolonia
Skowieszynek
Wierzchoniów
Witoszyn
Zbędowice.

## Sehenswürdigkeiten
- Die Stadt Kazimierz Dolny mit ihren Bauwerken aus der Renaissancezeit
- Zamek w Bochotnicy (Zamek Esterki), Burgruine aus dem 14. Jahrhundert in Bochotnica.

## Partnerstädte
- Hortobágy (Ungarn)
- Staufen im Breisgau (Deutschland)
- Bezirk Steglitz-Zehlendorf von Berlin (Deutschland)